# Liberland

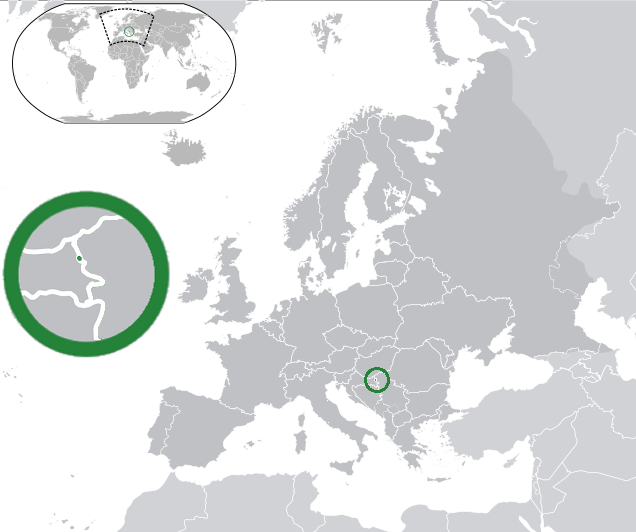
Positionskarte von Liberland

Die Freie Republik Liberland (tschechisch Svobodná Republika Liberland, kroatisch Slobodna Republika Liberland, serbisch-kyrillisch Слободна Република Либерланд, englisch Free Republic of Liberland) ist ein international nicht anerkannter Scheinstaat, der auf einem unbewohnten Stück Land an der Donau liegen soll. Das Gebiet wird zwar von Kroatien (Gemeinde Kneževi Vinogradi) verwaltet, aber als serbisches Staatsgebiet ausgewiesen. Serbien erklärte, das Gebiet gehöre nicht zu Serbien. Der Name setzt sich aus den Begriffen Liberty (Freiheit) und Land zusammen und soll die Orientierung an den Grundwerten des Libertarismus verdeutlichen.

Liberland beansprucht als Staatsgebiet die grüne Fläche, die als Siga ausgewiesen ist. Durch die Grenzstreitigkeiten werden die gelben Flächen von Kroatien und Serbien beansprucht – der grüne Teil steht unter kroatischer Kontrolle, wird von Kroatien jedoch als serbisches Staatsgebiet ausgewiesen, was Serbien zurückweist.

## Geschichte

### Ausrufung und beanspruchtes Staatsgebiet
Liberland wurde am 13. April 2015 von Vít Jedlička, einem führenden Mitglied der libertären tschechischen Kleinpartei Partei freier Bürger, verkündet. In einer am 20. April 2015 durchgeführten Abstimmung soll Jedlička mit den drei zu seinen Gunsten abgegebenen Voten der „Staatsgründer“ zum Präsidenten Liberlands gewählt worden sein.
An dem rund sieben Quadratkilometer großen Stück Land seien laut Jedlička weder Serbien noch Kroatien im Rahmen ihrer Gebietsstreitigkeiten interessiert, weswegen es sich um Niemandsland gehandelt habe. Jedlička nannte den „immer stärkeren Einfluss von Interessengruppen auf das Fungieren der Staaten und damit zusammenhängende schlechtere Lebensbedingungen für die Menschen“ als Grund für die Errichtung des Staates. Als Inspiration hätten Staaten wie Monaco oder Liechtenstein gedient.
Das menschenleere Gebiet Gornja Siga liegt zwischen einem alten Nebenarm und dem Hauptarm der Donau. Es besteht aus Wäldern, Wiesen und Sümpfen, die oft von Hochwasser überschwemmt werden. Es ist verkehrstechnisch kaum erschlossen, die nächste größere Ansiedlung auf kroatischer Seite ist die Stadt Beli Manastir, die etwa 20 km entfernt liegt. Näher liegt die Stadt Apatin auf serbischer Seite. Das einzige existierende Gebäude ist eine vor Jahrzehnten verlassene und mittlerweile verfallene Jagdhütte.

### Weiteres Geschehen
Ende April 2015 sollte die „Besiedlung“ des Gebietes beginnen. Als erstes wollte Jedlička Straßen und Hafenanlagen errichten.
Am 10. Mai 2015 wurde Jedlička von kroatischen Beamten vorübergehend verhaftet, als er versuchte, sein „Staatsgebiet“ trotz Verbotes zu betreten. Dutzende weitere Menschen wurden ebenfalls an der „Einreise“ gehindert. Als Repräsentant Liberlands in der Bundesrepublik Deutschland bezeichnet sich derzeit Christian Jacken.

## Verfassung und Flagge

Flagge von Liberland

Das Motto von Liberland ist Leben und leben lassen. Die Verfassung Liberlands soll nach libertärer beziehungsweise minarchistischer Vorstellung die persönliche und wirtschaftliche Freiheit seiner Bürger schützen. Elemente der Verfassungen aus den USA, der Schweiz und Estland wurden aufgenommen.
In Liberland sollen grundsätzlich keine Steuern erhoben werden. Zudem wird es entsprechend der Österreichischen Schule keine Zentralbank geben, stattdessen soll auf einen Währungswettbewerb gesetzt und Kryptowährungen eingesetzt werden.
Die Flagge Liberlands besteht aus einem horizontal mittig verlaufenden, schwarzen Balken auf gelbem Grund. Im Zentrum der Flagge befindet sich das Wappen Liberlands. Wie bei der von Anarchokapitalisten verwendeten schwarz-gelben Flagge steht der gelbe Anteil für den freien Markt, der schwarze für die Rebellion. Das Wappen enthält als Symbol für die Freiheit einen Vogel, einen Baum, der für Reichtum und Fülle steht, sowie einen Fluss, der die Donau darstellt.

## „Staatsbürger“ über Webseite

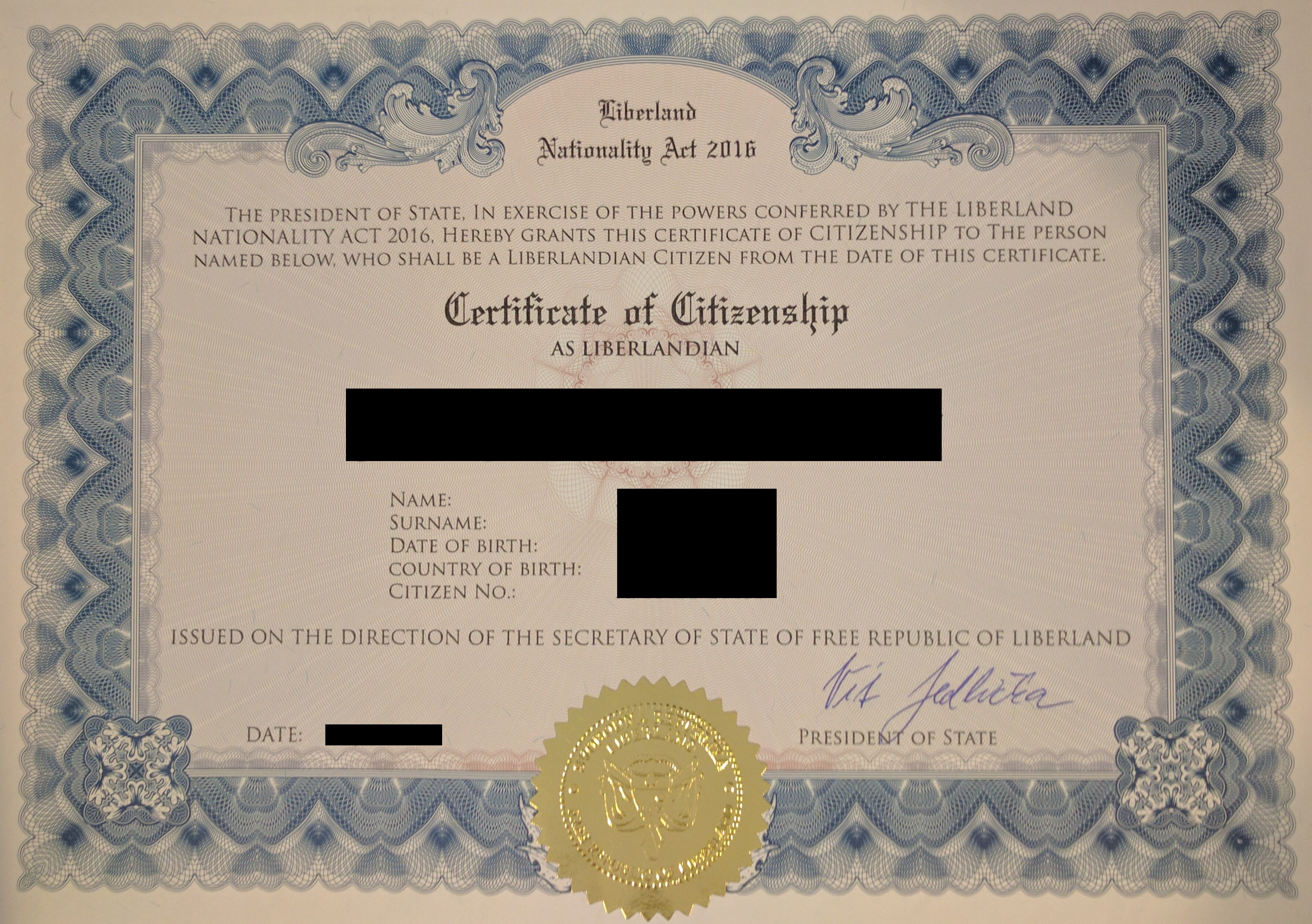
Staatsangehörigkeitsnachweis von Liberland

Über die offizielle Internetpräsenz Liberlands sei es möglich, die Staatsangehörigkeit des Mikrostaates zu beantragen. Die einzige Bedingung wäre, dass der Antragsteller „weder Kommunist, noch Nazi noch ein anderer Extremist“ sei. Nach nur zwei Tagen seien bereits 18.729 Anträge aus 184 Ländern eingegangen. Bis zu 100.000 Anfragen erwartete Jedlička innerhalb von zwei Wochen. Trotzdem sollen der Einbürgerungsvorgang selektiv erfolgen und zunächst nur 3.000 bis 5.000 Personen aufgenommen werden. Nach zwei Wochen hatten sich weltweit über 300.000 Menschen registriert. Eine Staatsbürgerschaft soll 10.000 US-$ in Bitcoin kosten.

## Reaktionen
Es gibt keine diplomatische Anerkennung von Liberland durch einen Mitgliedstaat der Vereinten Nationen. Die Mikronation Sealand brachte 2015 ihre Unterstützung für die Staatsgründung von Liberland zum Ausdruck. Mit der nicht anerkannten Republik Somaliland wurde 2017 im Rahmen einer Delegationsreise über eine gegenseitige diplomatische Anerkennung gesprochen.
Reaktionen von Staaten
- Republik Kroatien: Kroatische Diplomaten sprachen von „virtuellen Grenzverletzern“, da der „Satirestaat“ bislang nur im Internet existent sei.[8][25][26][27] „Virtuelle Späße, so interessant sie manchmal auch klingen mögen, bleiben doch nur virtuelle Späße und werden folglich nicht offiziell kommentiert“, erklärte man in Zagreb.[28]
- Republik Serbien: Der serbische Außenminister erklärte, das von Liberland beanspruchte Gebiet befinde sich außerhalb der Grenzen Serbiens. Die „unterhaltsame Darbietung“ bedürfe keines weiteren Kommentars.[10]
- Arabische Republik Ägypten: Das ägyptische Außenministerium riet potenziellen ägyptischen Auswanderern nach Liberland zur Vorsicht und Zurückhaltung. Man solle nur Auskünften des ägyptischen Staates vertrauen und nicht Informationen aus sozialen Netzwerken.[29]
- Tschechische Republik: Das tschechische Außenministerium distanzierte sich von den Vorgängen: „Herr Jedlička ist wie jeder andere tschechische Bürger, der sich im Staatsgebiet Kroatiens und Serbiens aufhält, dazu verpflichtet, die örtlichen Gesetze zu beachten. Die Tschechische Republik hält die Aktivitäten des Herrn Jedlička für unangemessen und potenziell schädlich.“[30]

Sonstige Reaktionen

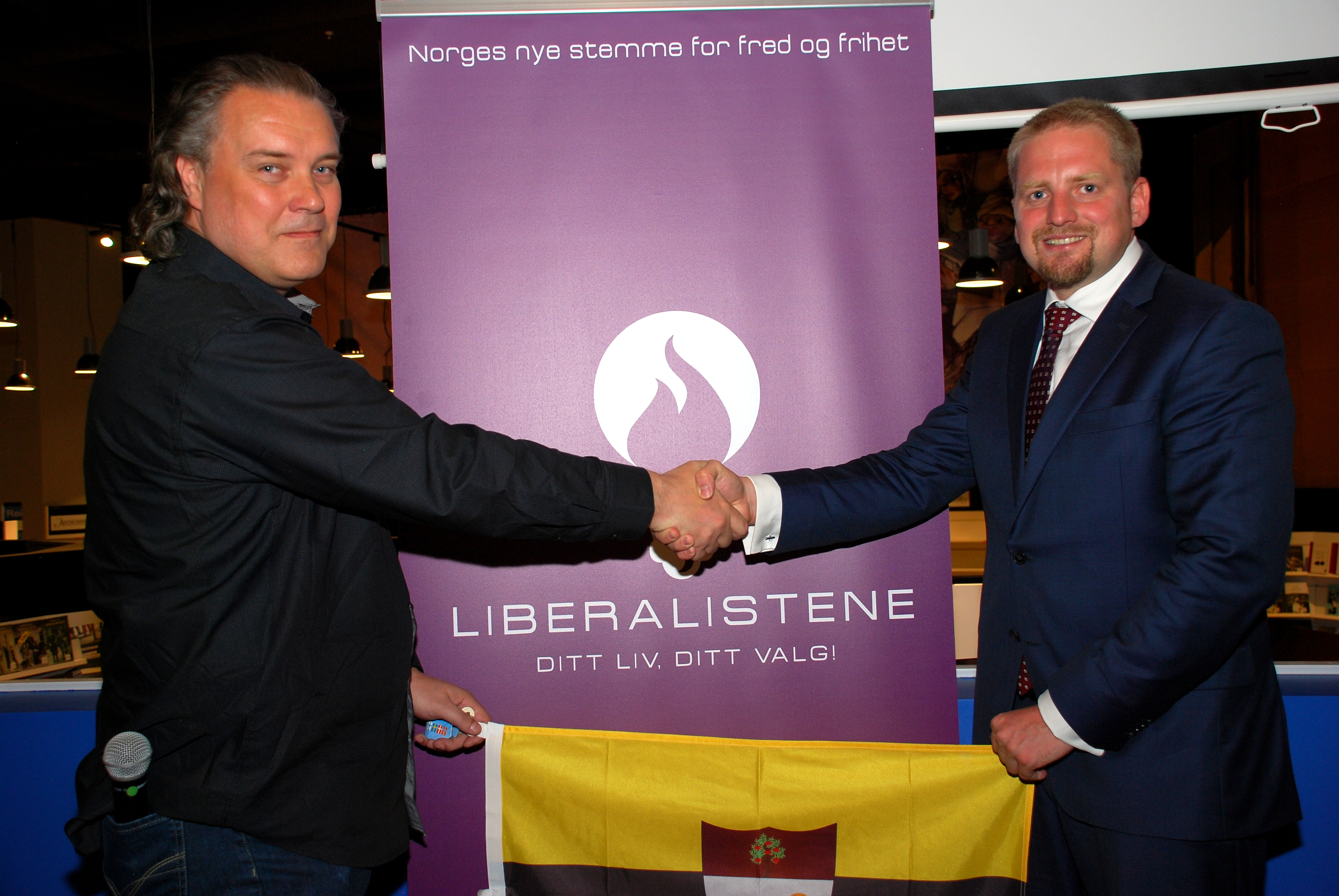
„Staatsgründer“ Vít Jedlička (rechts) war im Mai 2015 Referent einer Veranstaltung der norwegischen libertären Partei Liberalistene.

Am 16. April 2015 traf sich Jedlička nach eigenen Angaben mit einem Botschafter Österreichs.
Im Mai 2015 proklamierte eine Gruppe polnischer Touristen im Sog der Liberland-Kampagne mit dem Königreich Enklave im Internet einen weiteren, besonders kleinen Kleinstaat an der Grenze zwischen Kroatien und Slowenien. Mit einer Fläche von nur 100 m² bezeichnet sich das Königreich selbst als „Europas kleinster Staat“. Ende Mai 2015 wurde das Königreich Enklave in die Nähe von Liberland verlegt.
Im Jahr 2019 erklärte der spätere argentinische Präsident Javier Milei in einer Verkleidung als Superheld, dass er „General Ancap“ (in Anspielung auf das Konzept des Anarchokapitalismus) aus Liberland sei.